# Ira D. Gruber
Ira Dempsey Gruber (* 6. Januar 1934 in Philadelphia, Pennsylvania) ist ein US-amerikanischer Militärhistoriker. Er war Professor an der Rice University.
Gruber studierte an der Duke University mit dem Bachelor-Abschluss 1955, dem Master-Abschluss 1959 und der Promotion 1961. Dazwischen war er von 1955 bis 1957 als Verschlüsselungsoffizier bei der United States Navy auf der USS Wiltsie. 1961/62 war er Instructor an der Duke University und von 1962 bis 1965 als Fellow am Institute for Early American History and Culture. 1965 wurde er Assistant Professor am Occidental College und 1966 an der Rice University, an der er 1968 Associate Professor wurde und 1974 eine volle Professur erhielt. Von 1968 bis 1973 war er dort Master des Hanszen College. Von 1983 bis 1987 stand er dort der Geschichts-Fakultät vor. 1984 wurde er Harris Masterson Jr. Professor und 2008 wurde er emeritiert.
Er befasste sich mit dem Amerikanischen Unabhängigkeitskrieg und der britischen Armee dieser Zeit. 1979/80 war er Morrison Professor am Army General Staff College und 1984/85 sowie 1992/93 Gastprofessor an der United States Military Academy. 2013 erhielt er den Samuel Eliot Morison Prize.

## Schriften (Auswahl)
- The Howe Brothers and the American Revolution, New York: Atheneum 1972, Norton 1975 (zu Richard Howe, 1. Earl Howe, William Howe, 5. Viscount Howe)
- mit Roy K. Flint, Robert A. Doughty: Warfare in the western world, Band 1, Military operations from 1600 to 1871, Lexington, Massachusetts: D. C. Heath 1996.
- Herausgeber: John Peebles’ American War. The diary of a scottish grenadier, 1776–1782, Army Records Society, Mechanicsburg: Stackpole 1998.
- Books and the british army in the age of revolution, University of North Carolina Press 2010.